# Always Remember Us This Way
«Always Remember Us This Way» es una canción interpretada por la cantautora estadounidense Lady Gaga para la banda sonora de la película A Star Is Born (2018). Fue escrita por ella con ayuda de Natalie Hemby, Hillary Lindsey y Lori McKenna, y también fue producida por ella junto a Dave Cobb. Fue lanzada como segundo sencillo oficial de la banda sonora el 21 de noviembre de 2018 en algunos países de Europa.
Varios críticos dieron comentarios positivos sobre la canción, destacándola como uno de los mejores momentos de la banda sonora, además de considerarla como una de las mejores baladas de la carrera de Gaga. La canción se convirtió en un éxito poco después de su lanzamiento, llegando a los veinte primeros en las listas de países como Australia, Bélgica, Dinamarca, Hungría, Irlanda, Noruega, Suecia y Suiza. Además, recibió numerosos discos de oro y platino por sus ventas. En los premios Grammy de 2020, fue nominada a la categoría de Canción del Año. La canción figuró como parte del repertorio de la gira The Chromatica Ball.

## Antecedentes y composición
Después de haber realizado los primeros borradores del guion de A Star Is Born, Bradley Cooper contactó al productor Dave Cobb para decidir el enfoque que tendría la banda sonora. En una reunión en Los Ángeles, Cobb reprodujo el tema «Maybe It's Time» para Cooper y Gaga, quienes se mostraron impresionados y decidieron que ese sería el sonido que definiría la banda sonora. Tras ello, Gaga contactó a Hillary Lindsey, con quien había trabajado recientemente en su álbum Joanne (2016), y esta invitó a Natalie Hemby y Lori McKenna, algunas de sus colaboradoras más frecuentes. Las cuatro comenzaron a escribir «Always Remember Us This Way» como la contraparte de «Maybe It's Time», que era uno de los temas principales de Jackson, personaje interpretado por Cooper en la película.
Según Lindsey, Gaga estaba tan comprometida con el papel de Ally que se podía sentir como si en verdad hubiese perdido al amor de su vida durante las sesiones de composición, lo cual dio más realismo a la letra de la canción. «Always Remember Us This Way» es una balada country pop que fue escrita en conjunto por Gaga, Lindsey, Hemby y McKenna, y producida por Gaga y Cobb. En la película, la canción es escuchada por primera vez cuando Ally la interpreta en vivo, siendo esa su primera presentación como solista. Dicha secuencia también fue utilizada como el videoclip oficial.

## Recibimiento comercial
Después del estreno de A Star Is Born en los Estados Unidos, la canción debutó en la segunda posición del Digital Songs, únicamente superada por «Shallow», también perteneciente a la banda sonora. Con ello, también consiguió debutar dentro del Billboard Hot 100, concretamente en la posición 41, siendo la tercera canción mejor posicionada de la banda sonora esa semana, solo superada por «Shallow» (puesto 5) y «I'll Never Love Again» (puesto 36). Hasta febrero de 2019, «Always Remember Us This Way» había vendido 248 mil copias y había tenido 71 millones de streams. En Canadá alcanzó la vigésima quinta posición de su listado.
En el Reino Unido, «Always Remember Us This Way» llegó hasta la posición 25 del UK Singles Chart y fue certificada con dos discos de platino. Para enero de 2025, la canción vendió más de 1.6 millones de unidades en el país. En Francia, llegó hasta el puesto 15 de su listado oficial y recibió un disco de diamante por 500 mil unidades vendidas. En Italia, pese a solo haber alcanzado la posición 41, fue certificada con disco de platino por 50 mil unidades vendidas. En Bélgica consiguió ingresar a los diez primeros y en sus dos regiones y obtuvo un disco de platino por 40 mil unidades. En los países nórdicos, la canción tuvo también una buena recepción comercial, alcanzando el puesto 1 en Islandia, 7 en Noruega, 10 en Suecia y 13 en Dinamarca, además de haber sido certificado platino en este último. Otros países de Europa donde ingresó a los diez primeros fueron Eslovaquia (puesto 4), Hungría (puesto 2), Irlanda (puesto 3), Luxemburgo (puesto 2) y Suiza (puesto 7).
En Australia, la canción debutó en la posición 18 y una semana más tarde ascendió a la 12, siendo su mejor puesto alcanzado. Más tarde sería certificada con triples disco de platino por exceder las 210 mil unidades vendidas en el país. En Nueva Zelanda, debutó en el puesto 39 y dos semanas después alcanzaría su mejor posición en el 14, donde se mantuvo por seis semanas no consecutivas. También fue certificada platino por superar las 30 mil unidades vendidas en el país.

## Posicionamiento en listas

### Semanales
| Alemania          | German Singles Chart     | 84 |
| Australia         | Australian Singles Chart | 12 |
| Austria           | Ö3 Austria Top 40        | 25 |
| Bélgica (Flandes) | Ultratop 50              | 10 |
| Bélgica (Valonia) | Ultratop 40              | 7  |
| Canadá            | Canadian Hot 100         | 26 |
| Dinamarca         | Danish Singles Chart     | 13 |
| Escocia           | Scottish Singles Chart   | 4  |
| Eslovaquia        | Singles Digitál Top 100  | 4  |
| España            | Top 50 Canciones         | 91 |
| Estados Unidos    | Billboard Hot 100        | 41 |
| Estados Unidos    | Digital Songs            | 2  |
| Estonia           | Eesti Tipp-40            | 19 |
| Francia           | French Singles Chart     | 25 |
| Grecia            | Digital Singles Chart    | 21 |
| Hungría           | Single (Track) Top 10    | 2  |
| Irlanda           | Irish Singles Chart      | 3  |
| Islandia          | Tonlist                  | 1  |
| Italia            | Top Singoli              | 41 |
| Luxemburgo        | Luxembourg Digital Songs | 2  |
| Noruega           | VG-lista                 | 7  |
| Nueva Zelanda     | NZ Top 40 Singles Chart  | 14 |
| Países Bajos      | Single Top 100           | 30 |
| Reino Unido       | UK Singles Chart         | 25 |
| Suecia            | Swedish Singles Chart    | 10 |
| Suiza             | Swiss Singles Chart      | 7  |

### Anuales
| Australia         | Australian Singles Chart | 98 |
| Bélgica (Flandes) | Ultratop 50              | 20 |
| Bélgica (Valonia) | Ultratop 40              | 13 |
| Dinamarca         | Danish Singles Chart     | 32 |
| Estados Unidos    | Digital Songs            | 32 |
| Francia           | French Singles Chart     | 32 |
| Hungría           | Single (Track) Top 10    | 12 |
| Noruega           | VG-lista                 | 12 |
| Nueva Zelanda     | NZ Top 40 Singles Chart  | 36 |
| Suecia            | Sverigetopplistan        | 25 |
| Suiza             | Swiss Singles Chart      | 12 |

## Certificaciones
| País           | Organismo certificador | Certificación | Ventas certificadas | Ref.         |
| -------------- | ---------------------- | ------------- | ------------------- | ------------ |
| Alemania       | BVMI                   | Oro           | 200 000             | [ 52 ]       |
| Australia      | ARIA                   | 7× Platino    | 490 000             | [ 25 ]       |
| Bélgica        | BEA                    | Platino       | 40 000              | [ 21 ]       |
| Brasil         | ABPD                   | 4× Diamante   | 640 000             | [ 53 ]       |
| Dinamarca      | IFPI — Dinamarca       | 2× Platino    | 180 000             | [ 23 ]       |
| España         | PROMUSICAE             | 2× Platino    | 120 000             | [ 54 ]       |
| Estados Unidos | RIAA                   | Platino       | 1 000               | [ 55 ]       |
| Francia        | SNEP                   | Diamante      | 500 000             | [ 18 ]       |
| Italia         | FIMI                   | 2× Platino    | 100 000             | [ 20 ]       |
| Noruega        | IFPI — Noruega         | 4× Platino    | 240 000             | [ 56 ]       |
| Nueva Zelanda  | RMNZ                   | Platino       | 15 000              | [ 5 ]        |
| Polonia        | ZPAV                   | 4× Platino    | 80 000              | [ 57 ]       |
| Portugal       | AFP                    | 2× Platino    | 30 000              | [ 58 ]       |
| Reino Unido    | BPI                    | 2× Platino    | 1 600 000           | [ 16 ] [ 6 ] |
| Suecia         | GLF                    | 3× Platino    | 240 000             | [ 59 ]       |
| Suiza          | IFPI — Suiza           | Oro           | 10 000              | [ 60 ]       |

## Premios y nominaciones
| Año  | Premiación     | Categoría                  | Resultado | Ref.   |
| ---- | -------------- | -------------------------- | --------- | ------ |
| 2019 | TEC Awards     | Mejor Producción — Canción | Nominado  | [ 61 ] |
| 2020 | Premios Grammy | Canción del Año            | Nominado  | [ 7 ]  |